# Manganeses de la Polvorosa
Manganeses de la Polvorosa – gmina w Hiszpanii, w prowincji Zamora, w Kastylii i León, o powierzchni 16,37 km². W 2011 roku gmina liczyła 756 mieszkańców.